# خالد ضياء أوشاقلي كيل
خالد ضياء المعروف أيضًا ب"عشاقلي جيل" (بالإنجليزية: Halid Ziya Uşaklıgil)‏، كاتب وروائي تركي في الأدب الحديث، ينتسب إلى أسرة ذات شأن خرجت في الأصل من مدينة عشاق المشهورة بصناعة السجاد، ومن ثم لقب بعشاقي زاده.

## حياته
ولد خالد ضياء الدّين عام 1866 في إستانبول. كان والده تاجرًا كبيرًا، ومن هُواة الأدب. بعد أن أفلست تجارتُهُ في إستانبول عاد عام 1879 إلى مسقط رأسه إزمير. تلقّى ضيا تعليمه الابتدائي في إستانبول، ثمّ التحق بالمدرسة الثانوية "فاتح رُشدي" (Fatih Rüştiyesi).أكمل تعليمه الثانوي في إزمير في المدرسة التي تعرف الآن باسم "إزمير أتاتورك ليسيسي" (İzmir Atatürk Lisesi). التحق بعد ذلك بمدرسة أرمنية كاثوليكية لتعلم اللغة الفرنسية، حيث أكمل أعمال الترجمة الأولى وبدأ شغفُه بالرواية يظهر في سنّ مبكرة. هجر مقاعد الدّراسة ولم يُكمل تعليمه، كي يمُدّ يد المساعدة لوالده في التجارة.التحق بعدها بوظيفة في البنك العثماني، ثمّ عمل مدرّسًا للغة الفرنسية في في إحدى مدارس إزمير. بدأ بترجمة الروايات من اللغة الفرنسية، وفي عام 1884 أصدر في إستانبول عدّة جرائد غير منتظمة الصدور، منها: الجريدة المسماة «نوروز»، كما أصدر في أزمير مجلة دورية أسماها مجلة «خدمتي»، و«آهنك»، ونشر على صفحاتها رواياته «سفيله»، و«بر أولنك دفتري»، وغيرها من رواياته المبكرة. سافر عام 1889 إلى فرنسا لمشاهدة معرض باريس. بعد عودته من فرنسا استقرّ به المقام في إستانبول، وتولّى عام 1893 رئاسة المكتبة في إدارة التنسيق. انضمّ عام 1896 إلى أسرة مجلة ثروت فنون، وتعاون مع الشاعر توفيق فكرت في تحريرها.

## آثاره الأدبية
بدأت اهتماماته الأدبية في سنّ مبكرة. كتب ضيا القصة القصيرة والرواية والمسرحية، كما يعتبر أهم منشئ للأدب التركي الحديث المشبع بالروح الغربي. [بحاجة لمصدر] ذاع صيتُه بعد أن نشر روايتيه «مائي وسياه»، و«عشق ممنوع». وهو يُعدّ من أوائل الروائيين الأتراك الذين كتبوا بالأسلوب الأوروبي، فقد ألّف حكاياتٍ وقصصًا مليئة بالتّحليل النّفسي، ويظهر فيها بوضوح تأثّره بالأدب الفرنسي. كتب بعد عام 1938 في مجال القصّة والحكاية ما يُعتبر من أهمّ الأعمال الأدبية في الأدب التركي الحديث. وقد غاب في أعماله هذه أي أثر للآداب الشرقية، ويتجلّى فيها بوضوح خضوعه تحت تأثير الأدب الفرنسي.

يحتلّ خالد ضيا مكانة عالية في مجال النثر الفنّي في الأدب التركي الحديث، لا سيّما خلال الفترة التي اصطلح دارسو الأدب التركي على تسميتها ب"الأدب الجديد"، أو "أدب ثروت فنون" نسبة إلى التيار الذي نشأ بروح هذه المجلّة. يعتبره بعض النّقاد "الأب الروحي" للروائيين الأتراك الذين نشأوا في تلك الحقبة، مثل: رشاد نوري كنتكين، ويعقوب قدري، وخالدة أديب. 

عندما تم حظر روايته Kırık Hayatlar (حياة محطّمة) من قبل النظام العثماني لعبد الحميد الثاني في عام 1901، توقف عن نشر الروايات، ولم تُنشر رواية "حياة محطّمة" إلا في عام 1923 بعد إنشاء الدولة التركية الحديثة.
خاض خالد ضيا تجربة الكتابة المسرحية، وعين رئيسًا لمابين السلطان محمد رشاد الخامس، ثم أستاذًا لتاريخ الأدب الغربي وعلم الجمال في جامعة إستانبول. ظلّ يكتُب حتى عام 1936.

## وفاته
في سنواته الأخيرة انتقل الكاتب إلى قرية سان ستيفانو بالقرب من استانبول. في عام 1926، عندما سُنّ قانون جديد يفرض إعطاء اسم تركي لكل بلد أو تجمّع سكّاني في تركيا، اقترح أن يعطي القرية اسمها الحالي "يشيل كوي" (Yeşilköy تعني باللغة العربية: "القرية الخضراء"). لقيت المحاضرة التي ألقاها في مؤتمر اللغة التركية الأول (26 أيلول/سبتمبر 1932)، وتحدّث فيها عن مراحل تطوُّر اللغة التركية، وعشقه لهذه اللغة بأسلوب فني، إعجابًا كبيرًا. قام بعد ذلك بتبسيط بعض أعماله الأدبيَّة، وأعاد نشرها بأحرف لاتينية. بعد انتحار ابنه خليل فيدات، الذي كان يعمل في سفارة تيرانا، في عام 1937 عن عمر يناهز 33 عامًا، اختار أن يخفف من آلامه بالكتابة. توفي في إستانبول في 27 آذار/مارس عام 1945، بعد صراع طويل مع المرض، ورفض أي علاج له. دُفِن إلى جانب ابنه خليل فيدات في مقبرة باكيركوي (Bakırköy mezarlığında).

## مؤلفاته
روايات
1. "يوميات ميت" (Bir Ölünün Defteri) 1889.
2. "فرد ورفيق" (Ferdi ve Şürekâsı) 1894.
3. "أزرق وأسود" (Mai ve Siyah) 1897.
4. "عشق ممنوع" (Aşk-ı Memnu) 1900.
5. "حياة محطّمة" (Kırık Hayatlar) 1923.

## أعمال مترجمة إلى العربية
تُرجمت روايته "ماي وسياه" (Mai ve Siyah) للغة العربية لأول مرة عام 2022م تحت عنوان «أزرق وأسود» عن دار خطوة للكتاب العربي بترجمة الشاعر والكاتب السوري عبد الرحمن الشيخ المكتبي. تعتبر الرواية من كلاسيكيات الأدب التركي، ومن أهم الأعمال الأدبية التي تشرح نمط الحياة الاجتماعية في تركيا بداية القرن العشرين.

تُرجمت رحلته إلى مصر تحت عُنوان ذكريات مصوّرة عن مصر، ترجمتها سامية محمد جمال، وراجعها الصفصافي أحمد القطوري، القاهرة: المجلس الأعلى للثقافة، 2006.

## روابط خارجية
- خالد ضياء أوشاقلي كيل على موقع IMDb (الإنجليزية)
- خالد ضياء أوشاقلي كيل على موقع الموسوعة البريطانية (الإنجليزية)
- خالد ضياء أوشاقلي كيل على موقع قاعدة بيانات الفيلم (الإنجليزية)